# Kostel svatého Václava (Kocléřov)
Kostel svatého Václava je římskokatolický filiální, dříve farní kostel v Kocléřově, části obce Vítězná. Patří do farnosti Dvůr Králové nad Labem.

## Historie
Původní gotický kostel z roku 1359 byl zbořen za třicetileté války. Znovu byl vystavěn roku 1720 jezuity. Současný kostel je z roku 1807.

## Duchovní správcové
- 1971–1995 R.D. Emil Tichý (* 6. dubna 1913 † 9. února 1999) (farář)
- 1995–1996 R.D. Mgr. František Hofman OMelit. cap. Mag. (* 18. února 1961) (excurendo ze Dvora Králové nad Labem)
- 1996–2001 R.D. Józef Pleszcyński MSF (* 29. září 1944 † 3. srpna 2001) (excurendo ze Dvora Králové nad Labem)
- 2001 – současnost R.D. Jan Czekala MSF (* 19. října 1952) (excurendo ze Dvora Králové nad Labem)

## Bohoslužby
Od podzimu do jara každou sobotu od 16 hodin.

## Fotogalerie

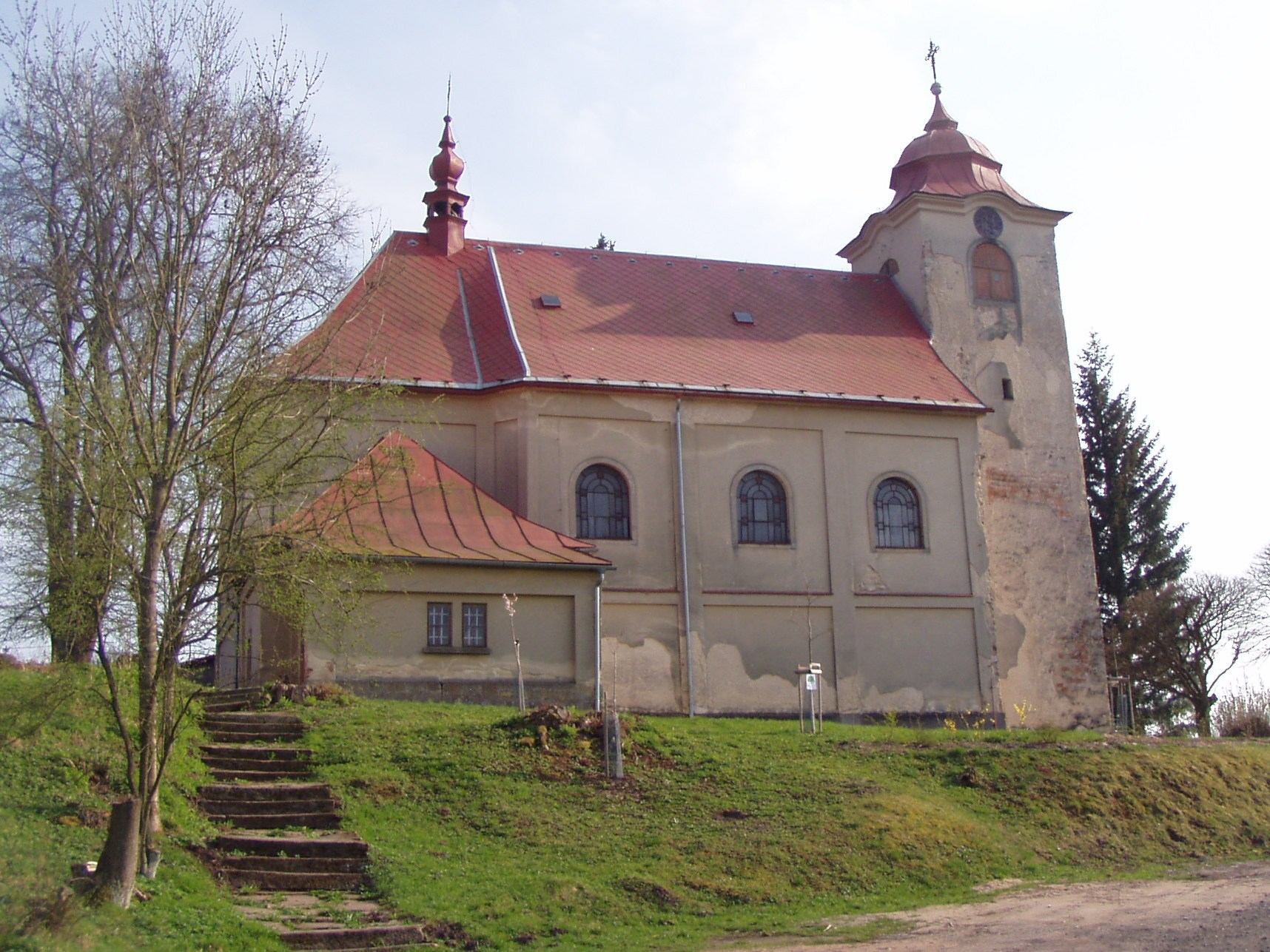
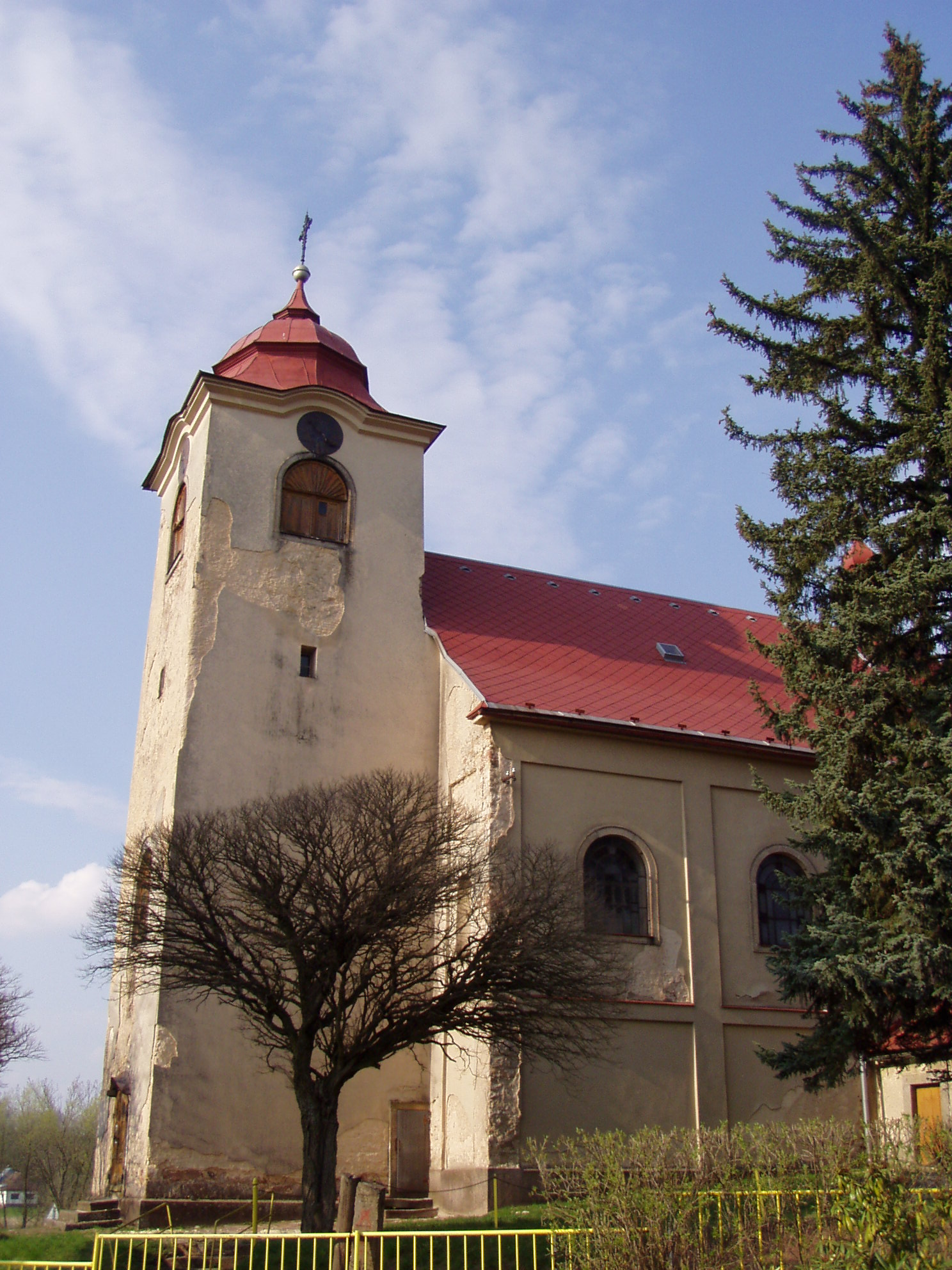
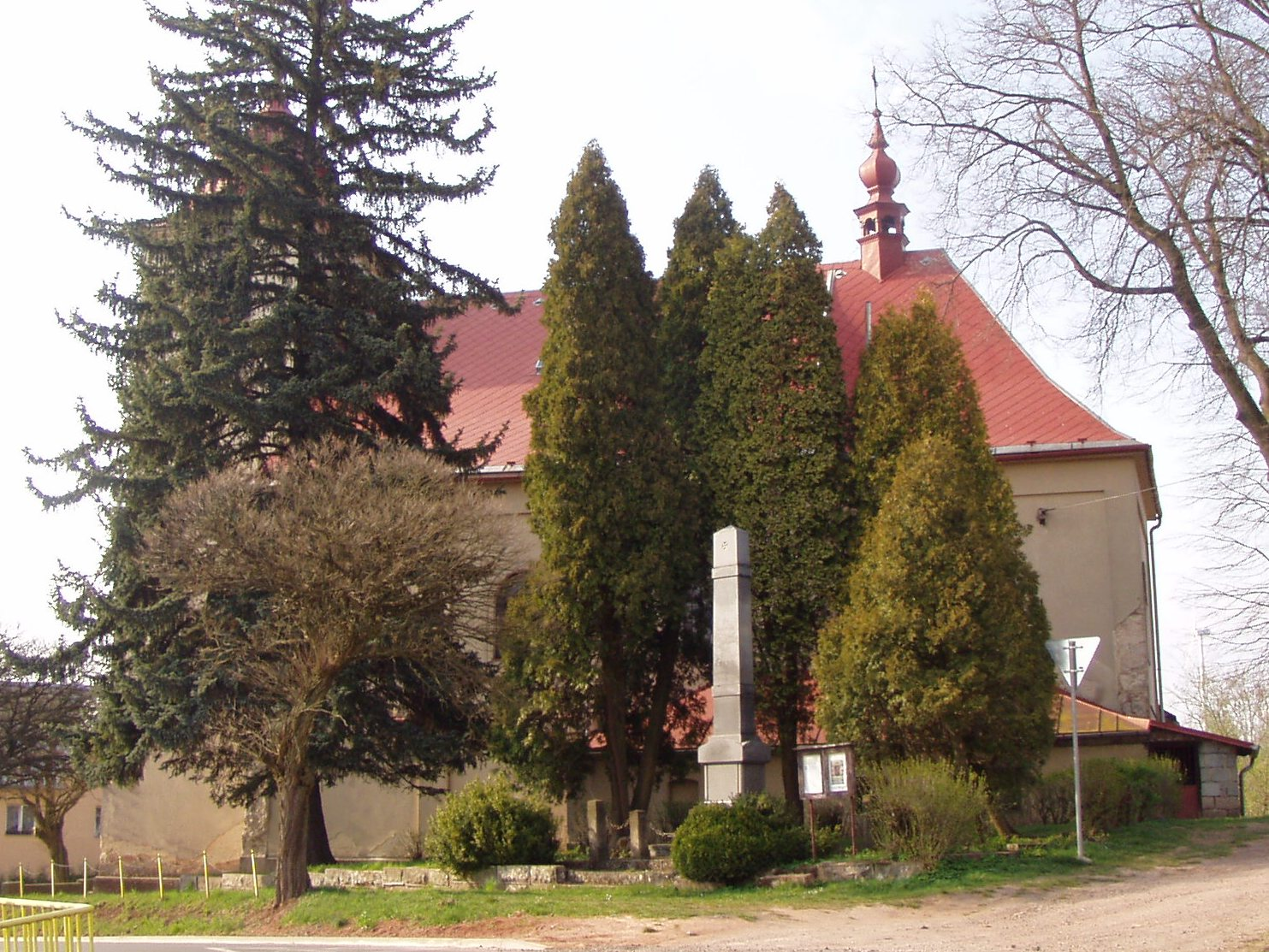